# وزارة الأمن القومي (إسرائيل)
وزارة الأمن القومي Ministry of National Security ((بالعبرية: המשרד לביטחון לאומי‏) هي وزارة في الحكومة الإسرائيلية، سميت سابقًا وزارة الأمن الداخلي. وهي وزارة لإنفاذ القانون وتشرف على الشرطة الإسرائيلية، مصلحة السجون الإسرائيلية، خدمات الإطفاء والإنقاذ الوطنية الإسرائيلية، شرطة الحدود الإسرائيلية، المقر الوطني لحماية الأطفال على الإنترنت، الهيئة الوطنية لسلامة المجتمع وسلطة حماية الأطفال على الإنترنت. حماية الشهود.

## نشأة المنصب
حتى عام 1995 كان المنصب معروفًا باسم وزير الشرطة ((بالعبرية: שר לביטחון לאומי‏), Sar LeVitahon Leumi). كان وزير الشرطة الأول، بخور شالوم شيطريت، شرطيًا سابقًا، وخدم في هذا المنصب منذ احتلال إسرائيل لارض فلسطين في مايو 1948 حتى شهر قبل وفاته في يناير 1967، وخدم في أربع عشرة حكومة مما جعله الوزير الأطول خدمة متواصلة في البلاد. تم إلغاء المنصب بعد أن أصبح مناحيم بيغن رئيساً للوزراء في عام 1977، ولكن أعيد في عام 1984 عندما أصبح شمعون بيريز رئيساً للوزراء. ويوجد أحيانًا نائب وزير الأمن العام يشمى ((بالعبرية: שר לביטחון פנים‏), Sar LeVitahon Pnim)

## القائمة
| #                  | الاسم              | الحزب                     | بدء المنصب         | ترك المنصب         |
| وزير الامن والشرطة | وزير الامن والشرطة | وزير الامن والشرطة        | وزير الامن والشرطة | وزير الامن والشرطة |
| ------------------ | ------------------ | ------------------------- | ------------------ | ------------------ |
| 1                  | بخور شالوم شيطريت  | سفارديم شرقي ماباي، معراخ | 14 مايو 1948       | 2 يناير1967        |
| 2                  | إلياهو ساسون       | معراخ حزب العمل           | 2 يناير1967        | 15 December 1969   |
| 3                  | شلومو هيليل        | معراخ                     | 15 ديسمبر 1969     | 20 يونيو 1977      |
| 4                  | حاييم بارليف       | معراخ                     | 13 September 1984  | 15 مارس 1990       |
| 5                  | روني ميلو          | الليكود                   | 11 يونيو 1990      | 13 يوليو 1992      |
| 6                  | موشيه شاحال        | حزب العمل                 | 13 يوليو 1992      | 22 November 1995   |
| وزير الامن الداخلي |                    |                           |                    |                    |
| –                  | موشيه شاحال        | حزب العمل                 | 22 November 1995   | 18 يونيو 1996      |
| 7                  | أفيغدور كاهالاني   | الطريق الثالث (إسرائيل)   | 18 يونيو 1996      | 6 يوليو 1999       |
| 8                  | شلومو بن عمي       | One Israel                | 6 يوليو 1999       | 7 مارس 2001        |
| 9                  | أوزي لاندو         | الليكود                   | 7 مارس 2001        | 28 February 2003   |
| 10                 | تساحي هنغبي        | الليكود                   | 28 February 2003   | 6 September 2004   |
| 11                 | جدعون عزرا         | الليكود كاديما            | 6 September 2004   | 4 مايو 2006        |
| 12                 | آفي ديختر          | كاديما                    | 4 مايو 2006        | 1 April 2009       |
| 13                 | اسحق اهارونيفيتش   | إسرائيل بيتنا             | 1 April 2009       | 14 مايو 2015       |
| 14                 | ياريف ليفين        | الليكود                   | 14 مايو 2015       | 25 مايو 2015       |
| 14                 | جلعاد أردان        | الليكود                   | 25 مايو 2015       | 17 مايو 2020       |
| 15                 | أمير أوحانا        | الليكود                   | 17 مايو 2020       | 13 يونيو 2021      |
| 16                 | عومر بارليف        | العمل                     | 13 يونيو 2021      | 29 ديسمبر 2022     |
| وزير الامن القومي  |                    |                           |                    |                    |
| 17                 | إيتمار بن غفير     | العظمة اليهودية           | 29 ديسمبر 2022     |                    |

### نائب الوزير
| # | الوزير          | الحزب          | الحكومة | بدء المنصب    | ترك المنصب       |
| - | --------------- | -------------- | ------- | ------------- | ---------------- |
| 1 | جدعون عزرا      | الليكود        | 29      | 7 مارس 2001   | 28 February 2003 |
| 2 | Yaakov Edri     | الليكود كاديما | 30      | 10 مارس 2003  | 18 يناير2006     |
| 3 | Gadi Yevarkan   | الليكود        | 35      | 17 مايو 2020  | 13 يونيو 2021    |
| 4 | Yoav Segalovich | هناك مستقبل    | 36      | 13 يونيو 2021 | 29 ديسمبر 2022   |

## وصلات خارجية
- وزارة الأمن الداخلي
- وزارة الأمن الداخلي (بالعبرية)